# Nea Kidonia
Nea Kidonia (grec Νέα Κυδωνία, literalment nova Kydonia, normalment transliterat Nea Kydonia) és un municipi a la costa nord-oest de l'illa grega de Creta, a la prefectura de Khanià, a l'oest de Khanià.
La capital del municipi és al poble de Daratsos. El municipi té uns 7 mil habitants. El principal atractiu de la zona són el seguit de platges de sorra fina. Al davant de la platja de Kalamaki hi ha l'illot d'Àgii Theódori.
Va ser escenari de durs combats durant la batalla de Creta, el maig de 1941, quan els alemanys avançaven des de l'aeroport de Maleme cap a Khanià. El principal camp de presoners aliats a Creta occidental era a Galatas.